# Nagyvárad tér (Metró Budapest)
Nagyvárad tér ist eine 1976 eröffnete Station der Linie M3 der Metró Budapest und liegt zwischen den Stationen Népliget und Semmelweis Klinikák.
Die Station befindet sich am gleichnamigen Platz (benannt nach der Stadt Nagyvárad, heute in Rumänien) in der Nähe der Semmelweis-Universität und der ehemaligen Ludovika-Akademie im VIII. Budapester Bezirk (Józsefváros).

## Galerie

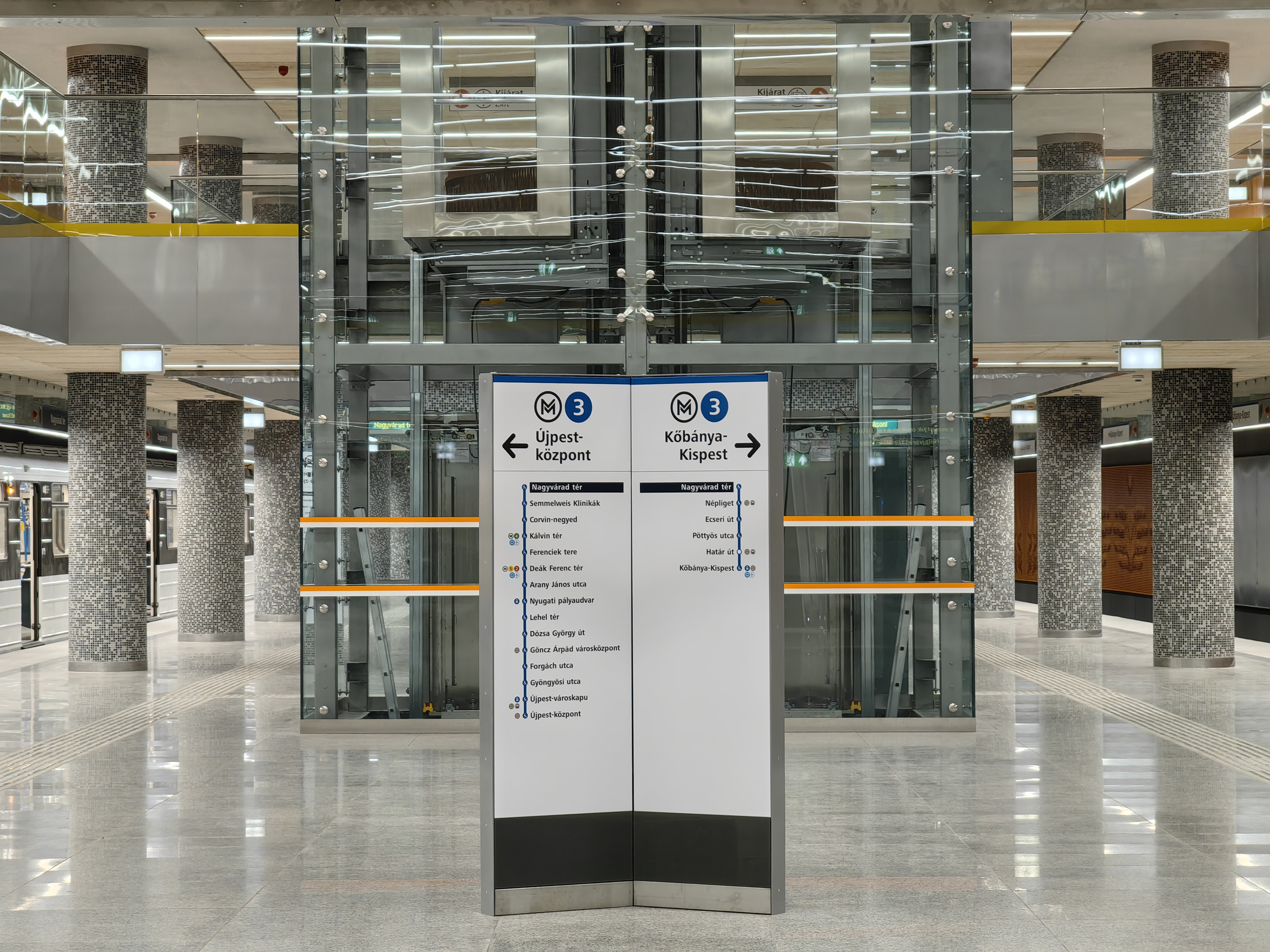
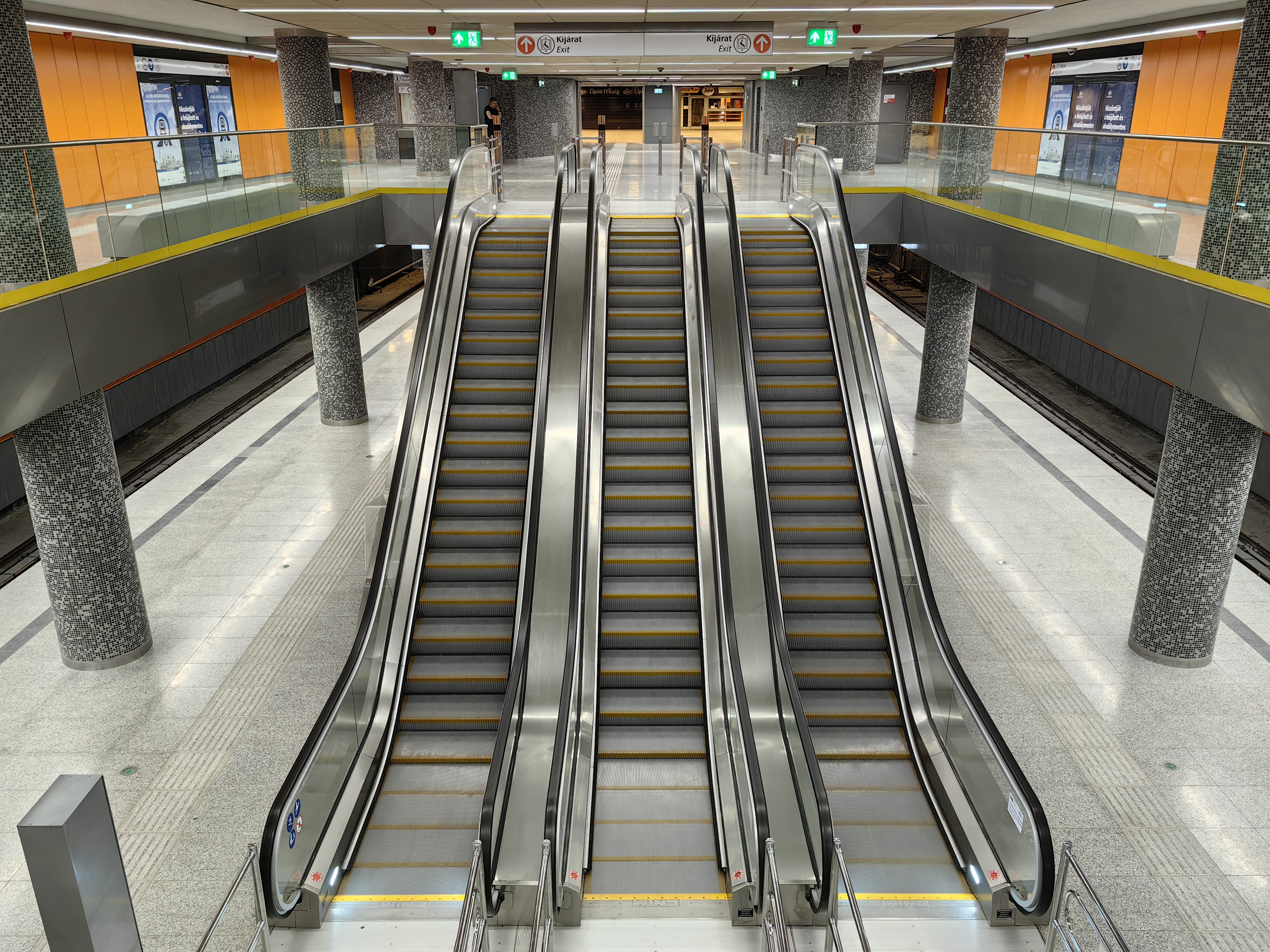